# Carolina Saquel
Carolina Andrea Saquel Martínez (Concepción, 14 de octubre de 1970) es una artista visual chilena adscrita al arte contemporáneo, y que ha incursionado principalmente en el arte figurativo con una clara postura analítica en algunas de sus obras, y donde predomina el videoarte.

## Vida y obra
Estudió licenciatura en artes en la Pontificia Universidad Católica de Chile, que perfeccionó posteriormente con una maestría en artes plásticas de la Universidad de París 8. Algunos de sus trabajos se enmarcan dentro del media art a través de instalaciones, grabados, fotografía y propuestas audiovisuales.

### Exposiciones
Ha participado en varias exposiciones individuales y colectivas durante su carrera, entre ellas en la IV, V, VI y VIII Bienal de vídeo y artes electrónicas en el Museo de Arte Contemporáneo de Santiago (1999, 2001, 2003 y 2007), las exposiciones Documenta 1 en el Museo Benjamín Vicuña Mackenna (2002), Arte chileno emergente en el Centro Cultural Borges de Buenos Aires (2003), Videografías (in)visibles. Una selección de vídeo arte reciente de América Latina 2000-2005 en el Museo Patio Herreriano de Arte Contemporáneo Español de Valladolid (2005), Courts d'êté en el Museo de Arte Moderno y Contemporáneo de Estrasburgo (2007), Handle with care en el MAC Santiago (2007), La catástrofe es amarilla en el Espai 13 de la Fundación Joan Miró en Barcelona (2007), Video Arte CHILE III parte en el Centro Cultural Matucana 100 (2012), Retrospectiva BVAM en el Centro Cultural Palacio La Moneda y el Museo Nacional de Bellas Artes de Chile (2011), entre otras exposiciones en Chile, América Latina, Estados Unidos y Europa.
Desde 2014 trabaja con la curadora Camila Marambio en la realización de Distancia (web serie) estrenada en noviembre de 2018. La producción resulta de la investigación transdisciplinaria en la que ambas han trabajado en Tierra del Fuego, bajo el alero de Ensayo #3: Sobre Geografía Humana Fueguina.